# Vlag van Mandalay

Vlag van Mandalay

De vlag van Mandalay heeft een zegel van Mandalay op een rood veld. De vlag is sinds 2022 in gebruik genomen.
De vorige vlag die 1974 tot 2010 werd gebruikt, heeft een donkergeel veld met de naam van de regio "Mandele Tain" in het Birmaans en een afbeelding van de centrale toren van het koninklijk paleis met lauwerkransen, alles in rood.
De vorige vlag die 2010 tot 2021 werd gebruikt, heeft een zegel van Mandalay op rode achtergrond. Deze werd in 2022 opnieuw in gebruik genomen.
De vorige vlag die 2021 tot 2022 werd gebruikt, heeft een zegel van Mandalay op blauwe achtergrond.

Historische vlaggen
1974-2010
2010-2021
2021-2022